# NGC 2560
NGC 2560 је лентикуларна галаксија у сазвежђу Рак која се налази на NGC листи објеката дубоког неба.
Деклинација објекта је + 20° 59' 5" а ректасцензија 8h 19m 51,9s. Привидна величина (магнитуда) објекта NGC 2560 износи 13,7 а фотографска магнитуда 14,6. NGC 2560 је још познат и под ознакама UGC 4337, MCG 4-20-27, CGCG 119-58, PGC 23367.